# 沙漠温泉 (加利福尼亚州)
沙漠温泉（英語：Desert Hot Springs），是美国加利福尼亚州里弗赛德县下属的一座城市。1941年7月12日設立，1963年9月25日設市，面积大约为23.62平方英里（61.2平方公里）。根据2010年美国人口普查，该市有人口25,938人。